# Barrio la Unión
Barrio la Unión är en ort i Mexiko.   Den ligger i kommunen Monjas och delstaten Oaxaca, i den sydöstra delen av landet, 400 km sydost om huvudstaden Mexico City. Barrio la Unión ligger 1 581 meter över havet och antalet invånare är 388.
Terrängen runt Barrio la Unión är kuperad åt nordväst, men åt sydost är den platt. Runt Barrio la Unión är det ganska tätbefolkat, med 70 invånare per kvadratkilometer. Närmaste större samhälle är Miahuatlán de Porfirio Díaz, 7,6 km sydost om Barrio la Unión. Omgivningarna runt Barrio la Unión är en mosaik av jordbruksmark och naturlig växtlighet.